# Oh, Johnny!
Oh, Johnny! er en amerikansk stumfilm fra 1918 af Ira M. Lowry.

## Medvirkende
- Louis Bennison - Johnny Burke
- Alphonse Ethier - John Bryson
- Edward Roseman -  Charlie Romero
- John Daly Murphy - Van Pelt Butler
- Frank Goldsmith - Earl